# Ojital Viejo
Ojital Viejo är en ort i Mexiko.   Den ligger i kommunen Papantla och delstaten Veracruz, i den sydöstra delen av landet, 210 km nordost om huvudstaden Mexico City. Ojital Viejo ligger 115 meter över havet och antalet invånare är 473.
Terrängen runt Ojital Viejo är lite kuperad. Runt Ojital Viejo är det ganska tätbefolkat, med 179 invånare per kvadratkilometer. Närmaste större samhälle är Poza Rica de Hidalgo, 9,3 km norr om Ojital Viejo. Trakten runt Ojital Viejo består till största delen av jordbruksmark.